# USS Forrestal (1955)
De USS Forrestal (designatie: CV-59, eerst CVA-59) was het eerste Amerikaanse supervliegdekschip, ook het eerste uit de naar dit schip genoemde Forrestalklasse. Het kreeg zijn naam van de minister van Marine (Secretary of the Navy) James Forrestal. De andere schepen van zijn klasse zijn de USS Saratoga (CV-60), de USS Ranger (CV-61) en de USS Independence (CV-62). Bij indienstname was het het grootste vliegdekschip sinds de Japanse Shinano uit de Tweede Wereldoorlog, en was het het eerste vliegdekschip specifiek ontworpen met het oog op straaljagers. De bijnaam van het schip was "The Fid", omdat James Forrestal de eerste Minister van Defensie ooit was, FID staande voor "First in Defense", eerste in Defensie. Deze slogan prijkte ook op het wapen van het schip.
Forrestal werd te water gelaten op 11 december 1954 door Newport News Shipbuilding and Drydock Co. te Newport in de Amerikaanse staat Virginia. De meter van het schip was Josephine Forrestal, weduwe van James Forrestal. Op 1 oktober 1955 werd het schip in dienst genomen, onder de bevelvoering van kapitein R.L. Johnson.

## Geschiedenis

### 1956-1962
Vanuit haar thuishaven in Norfolk, Virginia werd het eerste jaar voornamelijk gevuld met oefeningen voor de oostkust van de V.S. en de Caraïben. In eerste plaats was het trainen van de piloten in het gebruik van de geavanceerde apparatuur aan de orde. Dikwijls opereerde het schip vanuit de haven van Mayport in Florida. Op 7 november begon de eerste opdracht, toen het schip opstoomde naar de andere kant van de Atlantische oceaan om indien nodig bij te springen in de Suezcrisis. Op 12 december keerde het schip terug naar Norfolk om zich voor te bereiden op de eerste langdurige missie. Het schip voer op 15 januari 1957 af naar de Middellandse zee, alwaar het de rest van de 6e vloot vervoegde.
Op deze en volgende missies in de Middellandse Zee deed het schip vele havens aan om de militaire kracht van de Verenigde Staten ten toon te spreiden. Op 22 juli 1957 keerde de Forrestal terug naar Norfolk, met het oog op manoeuvres voor de kust van North Carolina. Deze oefening was een voorbereiding op een grootschalige Navo-oefening, Operatie Strikeback, in de Noordzee. Deze oefening duurde van 3 september tot 22 oktober, en legde de nadruk op het samenwerken met andere Navo-bondgenoten.
Gedurende het volgende jaar nam de Forrestal deel aan verscheidene oefeningen, en participeerde in een aantal experimenten in verband met luchtoperaties. Gedurende de Libanoncrisis in de zomer van 1958 werd het schip terug opgeroepen om als reserve aan de oostelijke kant van de Atlantische oceaan te opereren. Vertrek in Norfolk was op 11 juli, en na het oppikken van de vliegtuigen en piloten in Mayflower twee dagen later begon de Forrestal met patrouile's in de Atlantische oceaan. Het schip keerde op 17 juli terug naar Norfolk.
De tweede missie met de 6e vloot in de Middellandse zee duurde van 2 september 1958 tot 12 maart 1959, en omhelsde training, patrouilles en ceremoniële bezoeken. Onder andere koning Hoessein van Jordanië en Staatssecretaris voor Defensie N.H. McElroy bezochten het schip.
De derde missie duurde van 28 januari 1960 tot 31 augustus, ook in de Middellandse zee. Onder andere de haven van Split in het toenmalige Joegoslavië werd aangedaan. Na deze missie patrouilleerde het schip voor de oostkust van de VS en de Caraïben voor de rest van het jaar.
Op de volgende missie in de Middellandse Zee, van 3 augustus 1962 tot 2 maart 1963, deed het schip dienst als vlaggenschip van de vierde vliegdekdivisie.

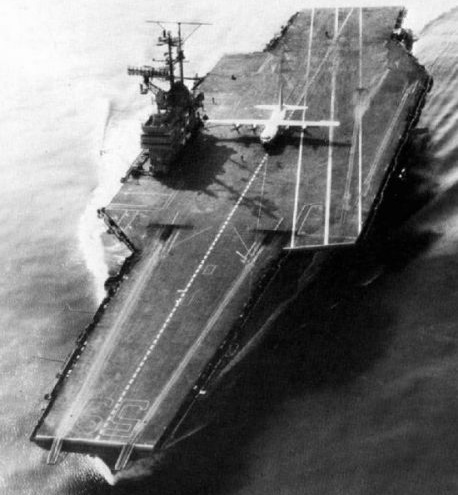
Een C-130 op het dek van de USS Forrestal in 1963

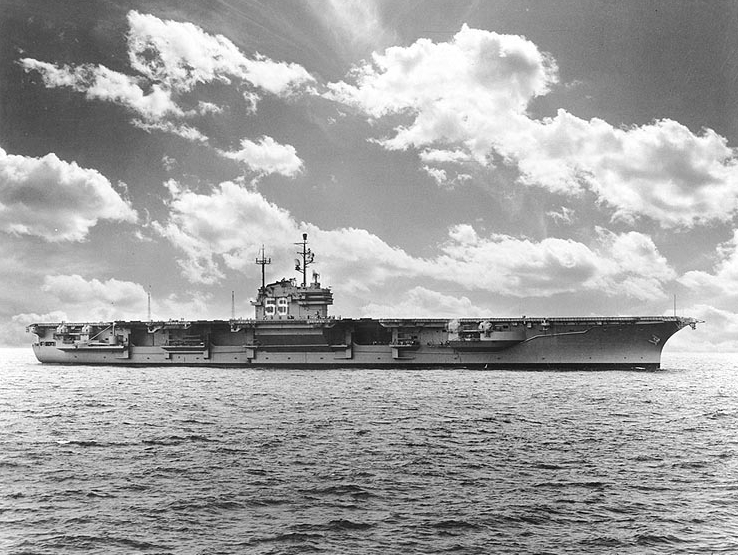
De stuurboordzijde van de USS Forrestal (1955).

### 1963-1967
In november 1963 werden experimenten uitgevoerd met het opstijgen en landen van een C-130 Hercules op de Forrestal. Lt. James H. Flatey III en zijn bemanning maakten 21 landingen en stegen evenveel keer terug op vanaf het schip. Dit is nog steeds het grootste en zwaarste vliegtuig dat ooit op een vliegdekschip landde. Het doel was om na te gaan of de C-130 kon gebruikt worden als bevoorradingsvliegtuig als het vliegdekschip in het midden van de oceaan was. De C-130 is stabiel, heeft een groot vliegbereik en een groot laadvermogen.
De testen waren succesvol. Met 38,6 ton kwam het vliegtuig binnen de 81 m tot stilstand, en het vliegtuig had bij maximale belading 227 m nodig om op te stijgen. De marine concludeerde dat de C-130 in staat was om 11 ton over 4.000 km te transporteren, en te landen op een vliegdekschip. Het werd echter te riskant aanzien dit als standaardprocedure aan te nemen, de C-130 was te groot voor de vliegtuigliften en hangars van het schip, zodat normale vliegoperaties niet plaats konden vinden. Als antwoord werd de C-2 Greyhound ontwikkeld. Het eerste van deze vliegtuigen kwam in 1965 in dienst. Vanwege zijn inspanningen verkreeg Lt. Flatey het Distinguished Flying Cross. De gebruikte C-130, rompnr 149798, wordt sinds mei 2003 bewaard in het Nationaal Museum voor Marineluchtvaart te Pensacola, Florida.

### Brand
In juli 1967 vertrok Forrestal op missie voor de kust van Vietnam. Op 29 juli, na vier dagen en 150 missies vertoefde het schip in de Golf van Tonkin.
Vanwege een tekort aan duizend-pond bommen waren er oudere Composition-B bommen geladen vanuit het ammunitieschip USS Diamond Head (AE-19), in plaats van de veiligere H6 bommen. Om 10u50 lokale tijd deed een elektrische storing een Zuniraket van een F-4 Phantom II ontsteken. De raket raakte een A-4 Skyhawk die zich klaarmaakte om op te stijgen. De piloot, de latere presidentskandidaat John McCain, kon ontsnappen door uit de cockpit te klimmen, en van de neus van het toestel af te springen.
Een minuut en 34 seconden na de raketinslag detoneerde de Composition-B bom onder het vliegtuig. Dit was de oorzaak van een hevige brand die het gehele schip bedreigde. De brand deed ook de bommen onder andere vliegtuigen op het dek ontploffen, in totaal waren er 9 ontploffingen, waarvan 8 door Composition-B bommen. De explosies lieten grote gaten achter in het vliegdek, hetgeen de lekkende vliegtuigbrandstof dieper in het schip deed sijpelen, met brand in het achtersteven tot gevolg. Door de brand stierven 132 bemanningsleden, werden er 62 gewond en zijn er 2 vermist en ook beschouwd als gestorven. Het schip keerde terug naar Norfolk voor uitgebreide herstellingen. Bij deze werkzaamheden werden de 5-inch (127 mm) kanonnen permanent verwijderd.

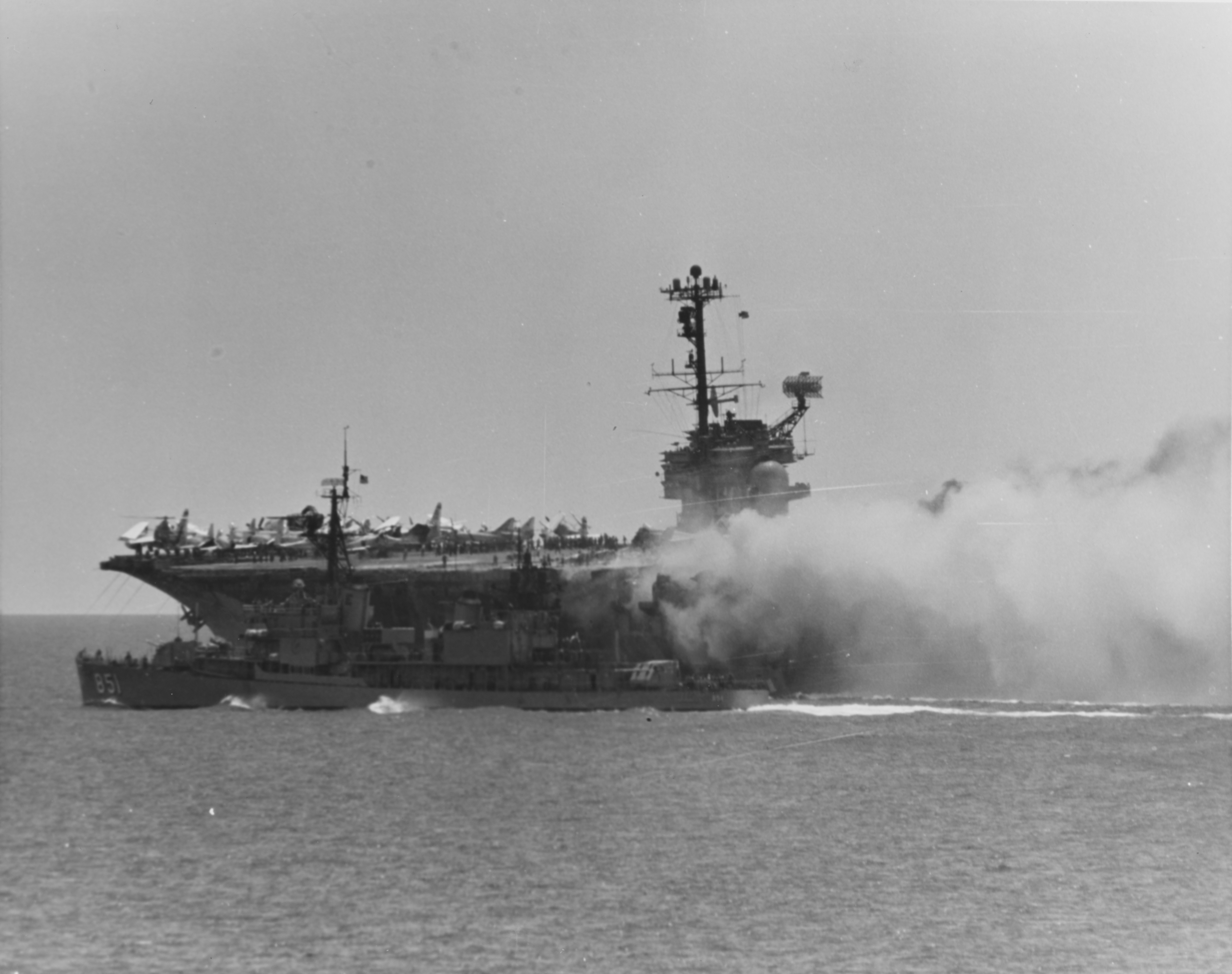
De USS Rupertus vaart tot op minder dan 6 m bij het blussen van de brandende USS Forrestal (1967).

Vandaag nog refereert de Amerikaanse Marine dikwijls naar de brand op de Forrestal om ammunitieveiligheid en schadebeheersing aan te leren. Alle nieuwe marinerekruten krijgen een video te zien van de brand, met nadruk op zowel de succesvolle als niet-geslaagde schadebeheersingsmaatregelen. Aan de ene kant waren matrozen schuim op het dek aan het spuiten, de correcte procedure, aan de andere kant zeewater, hetgeen de (drijvende) brandende brandstof nog deed verspreiden. De eerste bomexplosie doodde bijna alle speciaal opgeleide brandweermannen op het schip, zodat de rest van de bemanning moest improviseren.
In tegenstelling tot vandaag was de bemanning van de Forrestal niet opgeleid om de vele aanwezige hulpmiddelen te gebruiken. Onder meer beademingsapparatuur was aanwezig, maar werd niet (doeltreffend) gebruikt.
Na dit incident werden alle Amerikaanse vliegdekschepen uitgerust met een "wash-down"-systeem, hetgeen het gehele vliegdek onder een laag schuim of water zet. Na de brand kreeg het schip de bijnamen "Forrest Fire" en "USS Zippo", naar de bekende aanstekers.
Op 10 juli 1972 was het schip wederom toneel van een ernstige brand. Het schip was afgemeerd aan Pier 12 te Norfolk toen een matroos brand veroorzaakte in een computerkamer op het O-3 niveau, juist onder het vliegdek. Er moest een gat in het dek gemaakt worden om de brand efficiënt te kunnen bestrijden. Er werden honderden liters water in de kamer gepompt. Dit veroorzaakte het uitvallen van alle computers, en het schip begon te hellen. Er was vrees dat het schip ging kapseizen. De Forrestal werd naar een droogdok in Portsmouth gebracht voor herstellingen, ten bedrage van meer dan 7 miljoen dollar. Drie maanden later kon het schip dan toch de USS Kennedy aflossen in de Middellandse zee.
De bemanning van het schip werd zeer beducht voor brand, en toen in 1974 een matroos meldde dat hij "iets heet rook" in een ruimte voor opslag van ontbijtgranen rukten de brandbestrijders massaal uit, en begonnen de brand te blussen. Enkel werd schijnbaar de rook veel dikker naarmate er meer water er in de kamer werd gespoten. Ondertussen onderzochten monteurs de plannen om te zien of en welke leidingen er door de ruimte liepen. Ze ontdekten dat er een hogedrukstoomleiding voor de lanceerkatapulten door liep, die blijkbaar heet genoeg was geworden om de ontbijtgranen te doen ruiken. Het bluswater werd stoom tegen de hete leiding, wat de brandblussers als rook aanzagen. Tientallen dozen ontbijtgranen werden doorweekt, maar er waren geen gewonden of doden te betreuren.

### 1975-1980
Op 30 juni 1975 werd Forrestal geherclassificeerd tot "Multi-purpose Aircraft Carrier", multifunctioneel vliegdekschip, met bijhorend nummer CV-59 (tov CVA-59 ervoor). Hetzelfde jaar werd de Forrestal geselecteerd als gastschip voor een internationale marineparade in New York ter gelegenheid van het 200-jarige bestaan van de V.S. Vanaf het dek groette president Gerald Ford meer dan 40 grote zeilschepen van over de hele wereld.
Kort na de parade nam Forrestal deel aan een stel shock-testen. Deze testen hielden explosies vlak bij de romp in om na te gaan of zulk groot en ongepantserd schip operationeel kon blijven gedurende gevechten van dichtbij.
In september 1977, na een negen maanden durend onderhoud, vertrok Forrestal uit Norfolk naar zijn nieuwe thuishaven Mayport. Op vrijdag 13 januari 1978 stoomde het schip op voor oefeningen voor de kust van Puerto Rico. Op 15 januari crashte een A-7 Corsair II op het dek, met 2 doden en 10 gewonden tot gevolg. De piloot had geen communicatiemiddelen door een technisch defect aan zijn vliegtuig, en toen hij aanvloog naar het schip zag hij dat de lichtsignalen op het dek aangaven dat landen toegestaan was. De piloot gebruikte zijn schietstoel toen hij merkte dat het dek volstond met geparkeerde en taxiënde vliegtuigen. Hij had niet meer de mogelijkheid om op te trekken. Zijn vliegtuig crashte in een geparkeerde A-7 Corsair en ramde een EA-6B vooraleer brandend tot stilstand te komen. Het vuur werd snel geblust. Ten tijde van de crash opereerde het schip op ongeveer 90 km van de kust van Florida. Een herdenkingsplechtigheid voor de doden werd op 19 januari aan boord van het schip gehouden. Op 3 februari keerde het schip terug naar Mayport.
Forrestal vertrok opnieuw naar de Middellandse Zee op 4 april 1978. Op 8 april was er weer een brand aan boord: verse verf in een machinekamer begon te smeulen door de hete stoomleidingen. Het vuur was snel geblust.
Op 22 april 1978 werd de 227.000ste succesvolle landing op het schip gevierd.
Gedurende deze missie nam het schip deel aan drie Navo-oefeningen: Dawn Patrol, Northern Welding en Display Determination.
Op de terugweg naar de V.S. nam het schip een veel noordelijkere route dan gebruikelijk. Dit om de bemanning in andere weersomstandigheden te leren werken.
Op 26 oktober 1978 kwam het schip terug aan in zijn thuishaven Mayport, en begon een vier maanden durende onderhoudsperiode.
Na nog twee missies naar de Middellandse Zee vierde het schip in oktober 1980 zijn 25e verjaardag.

### 1981-1987

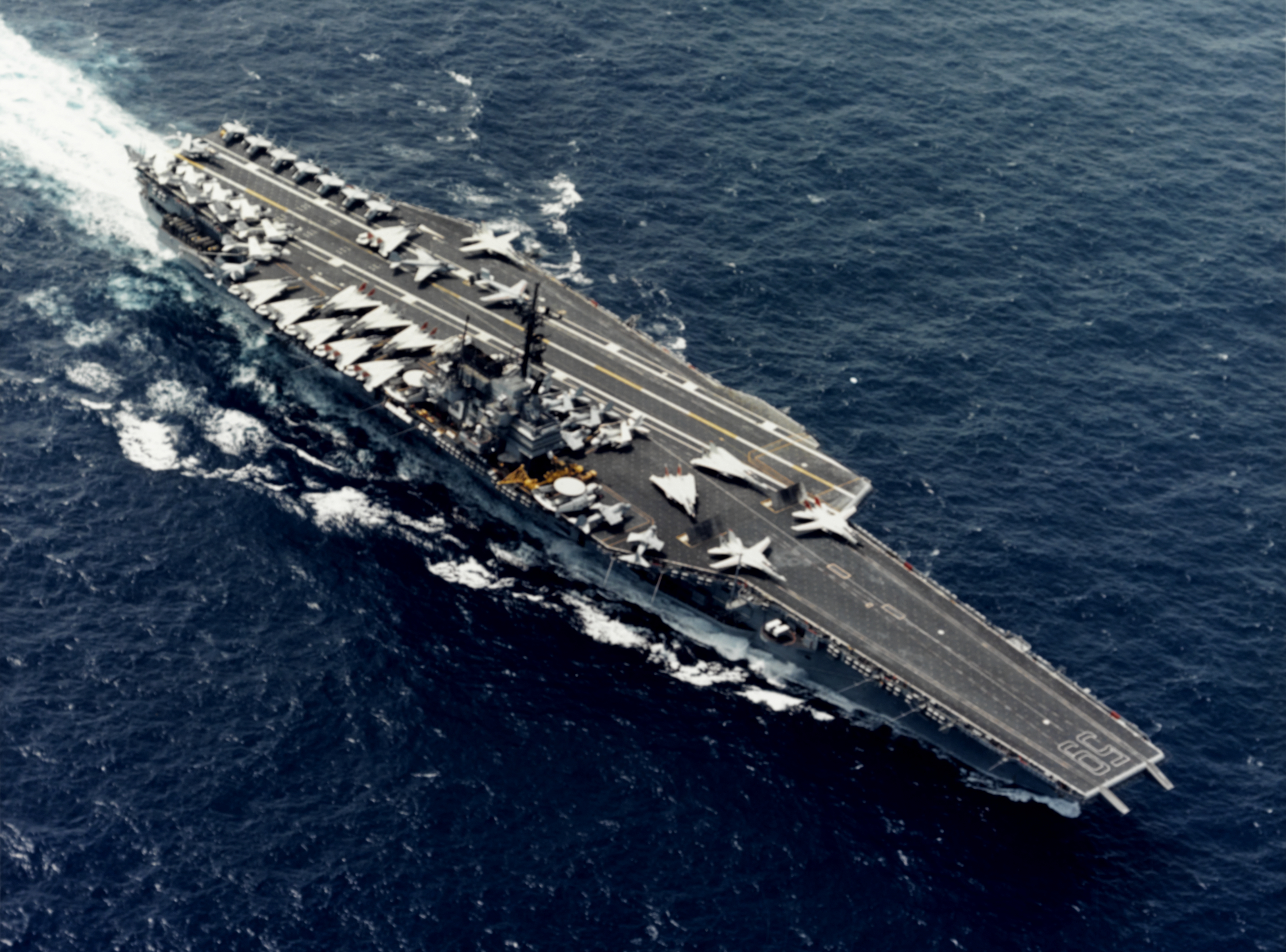
De USS Forrestal op zee in 1987.

Op 2 maart 1981 begon de 16e missie naar de Middellandse Zee. Gedurende de Syrisch-Israëlische raketcrisis was het schip 53 opeenvolgende dagen in de hoogste staat van paraatheid. Gedurende een oefening in de Golf van Sidra werden 2 Libische vliegtuigen neergeschoten nadat ze gevuurd hadden op F-14 Tomcat toestellen van de USS Nimitz (CVN-68). Die toestellen vlogen boven internationale wateren. De vliegtuigen van de Forrestal zorgden voor meer dan 60% van de intercepties van Libische vliegtuigen. Na het vertrek uit de Middellandse Zee nam het schip deel aan de Navo-oefening Ocean Venture '81 boven de Poolcirkel.
Na een periode van herstellingen vertrok het schip op 8 juni 1982 opnieuw naar de Middellandse Zee. De Forrestal ondersteunde vanuit de oostelijke Middellandse Zee de Amerikaanse Libanon Contingency Force in Beiroet, bestaande uit 800 mariniers. Op 12 september 1982, na de eerste doortocht door het Suezkanaal ooit van het schip, vervoegde de Forrestal voor de eerste keer sinds 1967 de 7e vloot in de Indische Oceaan.
Het schip kwam op 16 november, na vijf en een halve maand, terug aan in zijn thuishaven Mayport. Onmiddellijk werd alles in gereedheid gebracht voor het Service Life Extension Plan (SLEP). De thuishaven wijzigde naar Philadelphia in Pennsylvania op 18 januari 1983. Het Service Life Extension Plan was een 28 maanden durend, 550 miljoen dollar kostend stel aanpassingen en verbeteringen met het oog op een levensduurverlenging van 15 tot 20 jaar.
Gedurende de werken werd zowat alle apparatuur verwijderd ter herstelling, verbetering of vervanging. Het SLEP werd succesvol afgerond, op tijd, en op 20 mei 1985 vertrok het schip uit Philadelphia. Onmiddellijk begon de voorbereiding voor de volgende missie, de eerste in vier jaar.
Forrestal vertrok op 2 juni 1986 naar de Middellandse Zee. Tijdens deze missie opereerde de vliegtuigen van het schip dikwijls in de buurt van Libië. Ook nam het schip deel aan de Operatie Sea Wind, een oefenmissie samen met Egypte, en aan Operatie Display Determination waarbij vooral luchtoefeningen boven Turkije werden uitgevoerd.
In 1987 waren er terug een stel oefeningen met het oog op de volgende missie op het programma. Ook nam het schip deel aan Ocean Safari '87, een zes weken durende Navo-opdracht voor de kusten en in de fjorden van Noorwegen.

### Forrestal in New Orleans
Het schip en de bemanning presteerden zo goed in Ocean Safari '87 dat de kapitein, John A. Pieno jr., een "Liberty call" als beloning aanvroeg. Een Liberty call is een beloning voor marinepersoneel, met een trip naar een ander deel van de V.S. Het geeft Amerikanen die normaal nooit een marineschip van dichtbij zien de kans om de marine en marineluchtvaart beter te leren kennen. Kapitein Pieno werd geboren in New Orleans, Louisiana en besloot dat die stad, gedurende het jaarlijkse carnaval, de ideale gelegenheid was om het schip tentoon te stellen. Gedurende de reis naar New Orleans zette het schip nog een record neer, als grootste schip dat ooit op de rivier de Mississippi gevaren heeft. Gedurende haar vierdaags bezoek aan de stad verwelkomde het schip meer dan 40.000 bezoekers.

### 1988-1993
Op 25 april 1988 vertrok Forrestal voor haar 19e grote missie. Ze voer via het Suezkanaal naar de Arabische Zee om Operatie Earnest Will, de bescherming van Koeweit in 1988-1989, te ondersteunen. Gedurende de vijf en een halve maand durende missie vertoefde het schip slechts 15 dagen in een haven. Het schip keerde op 7 oktober 1988 terug, en verkreeg de Meritorious Unit Commendation voor haar uitstekende operationele prestatie gedurende deze missie.
Na een korte rust en enkele kleinere opdrachten, o.a. een optreden in de New Yorkse Vlootweek in mei 1989, begon de voorbereiding voor de volgende missie.
Het vertrek voor de 20e grote missie van Forrestal werd vertraagd door een brand. Door inspanningen van de bemanning en aannemers kon het schip op 6 november 1989 toch vertrekken.
Tijdens deze missie bood het schip ondersteuning aan President George H.W. Bush gedurende de Top van Malta. De president maakte een drie uur durend bezoek aan het schip. Ook in 1989 won het schip de Marjorie Sterrett Battleship Fund Award voor de Atlantische vloot.
Forrestal nam deel aan verscheidene oefeningen tijdens de missie, o.a. Harmonie Sud, Tunisian Amphibious en National Week. Het schip keerde op 12 april 1990 terug naar haar thuishaven Mayport.
Het jaar 1991 was een jaar van verwachting en verandering voor Forrestal en haar bemanning. Na 5 maanden gevechtsklaar te zijn geweest als het primaire verdedigingsvliegdekschip aan de Oostkust, kwam de verwachte deelname aan Operatie Desert Storm er niet. Tweemaal werd een order tot deelname geannuleerd.
Op 21 mei kwam het de opdracht er dan toch, en op 30 mei was het schip gevechtsklaar ter plaatse. Gedurende de 7 maanden ter plaatse zorgden de vliegtuigen van de Forrestal voor inlichtingen en afschrikking ter ondersteuning van Operatie Provide Comfort.
Het jaar eindigde met een verwachte verandering van thuishaven, naar Pensacola te Florida, met het oog op ombouw tot oefenvliegdekschip, ter vervanging van de USS Lexington (CV-16). Op 14 september 1992 kwam het schip aan in Philadelphia voor een 157 miljoen dollar kostende, 14 maanden durende ombouw. Begin 1993 besliste de Amerikaanse marine echter om Forrestal buiten dienst te stellen en geen oefenvliegdekschip meer te gebruiken.

### Buitendienststelling
Forrestal werd op 11 september 1993 buiten dienst gesteld, en dezelfde dag nog geschrapt uit het schepenregister. Na buitendienststelling werden vele onderdelen van het schip gedemonteerd voor gebruik op andere vliegdekschepen. In 1999 begon een vereniging, de USS Forrestal Museum inc., een campagne om het schip als donatie te verkrijgen om er in Baltimore een museum van te maken. Dit plan was niet succesvol, en de Amerikaanse marine besloot het schip te laten afzinken als kunstmatig rif, ter bevordering van de visserij.
In februari 2014 is het schip alsnog naar een sloperij te Brownsville in Texas gesleept. De sloop was voltooid in december 2015.